# Piccole apostole della scuola cristiana
Le piccole apostole della scuola cristiana sono una congregazione religiosa di diritto diocesano fondata a Bergamo da Maria Elisabetta Mazza, nel novembre 1924.
Riusciva così a concretizzare l'intuizione che la muoveva già dal 1917 di una comunità religiosa di maestre in abito laico; queste avrebbero dovuto operare in profondità nella società a favore della gioventù, soprattutto nel campo della scuola pubblica.
Le piccole apostole della scuola cristiana si diffusero rapidamente nella bergamasca: nel 1936 furono riconosciute come "pia associazione", costituitesi poi nel 1964 in congregazione religiosa di diritto diocesano.
Dall'aprile 1986 questa congregazione è presente in Ecuador, dove opera nella scuola e a favore della parrocchia a Esmeraldas, Olmedo e a Quito, dove è pure presente un noviziato.